# Parafia św. Józefa w Łunińcu
Parafia św. Józefa w Łunińcu – rzymskokatolicka parafia znajdująca się w Łunińcu, w diecezji pińskiej, w dekanacie pińskim, na Białorusi.

## Historia
Parafia należała najpierw do diecezji mińskiej, a od 28 października 1925 do diecezji pińskiej. Przed II wojną światową Łuniniec był siedzibą dekanatu.
4 lipca 1944 Niemcy rozstrzelali proboszcza łuninieckiego oraz delegata Rządu RP ks. Fabiana Poczobutta-Odlanickiego za pomoc, którą udzielał Żydom i partyzantom. W czasach sowieckich parafia nie działała.